# Lugnorre
Lugnorre (toponimo francese) è una frazione del comune svizzero di Mont-Vully, nel Canton Friburgo (distretto di Lac).

## Storia
Lugnorre, che comprende anche la frazione di Chenaux, nel 1830 è stata unita alle altre località di Guévaux (in parte), Joressant, Môtier e Mur, corrispondenti all'antica Seigneurie de Lugnorre, per formare il comune di Vully-le-Haut (dal 1977 Haut-Vully), il quale a sua volta il 1º gennaio 2016 è stato accorpato all'altro comune soppresso di Bas-Vully per formare il nuovo comune di Mont-Vully.